# Žiga Repas
Žiga Repas, slovenski nogometaš, * 29. maj 2001, Ljubljana.
Repas je profesionalni nogometaš, ki igra na položaju vezista. Od leta 2024 je član slovenskega kluba Maribor. Pred tem je igral za slovenska kluba Domžale in Dob. Skupno je v prvi slovenski ligi odigral več kot 50 tekem in dosegel 5 golov. Bil je tudi član slovenske reprezentance do 17, 18 in 19 let.
Tudi njegov starejši brat Jan je nogometaš.